# Rhododendron calendulaceum
Rhododendron calendulaceum là một loài thực vật có hoa trong họ Thạch nam. Loài này được (Michx.) Torr. miêu tả khoa học đầu tiên năm 1824.

## Hình ảnh

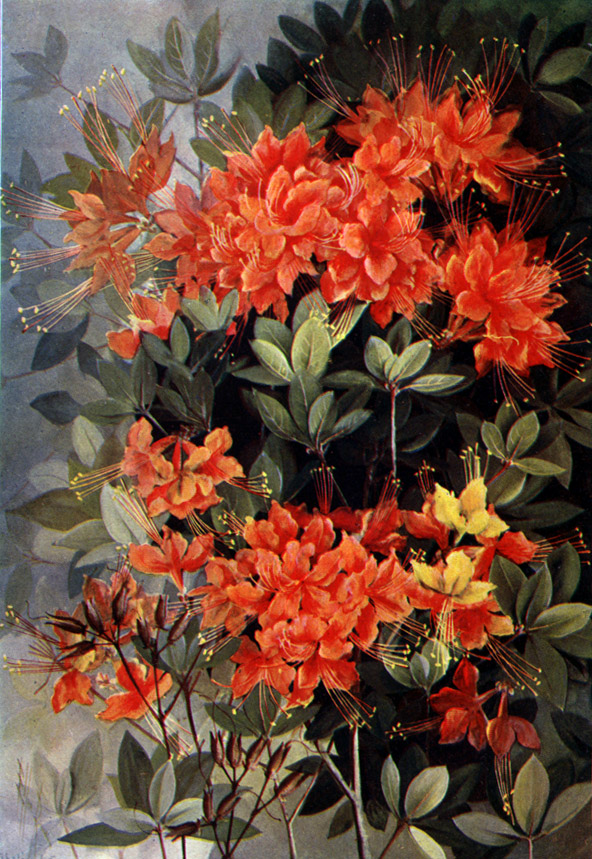
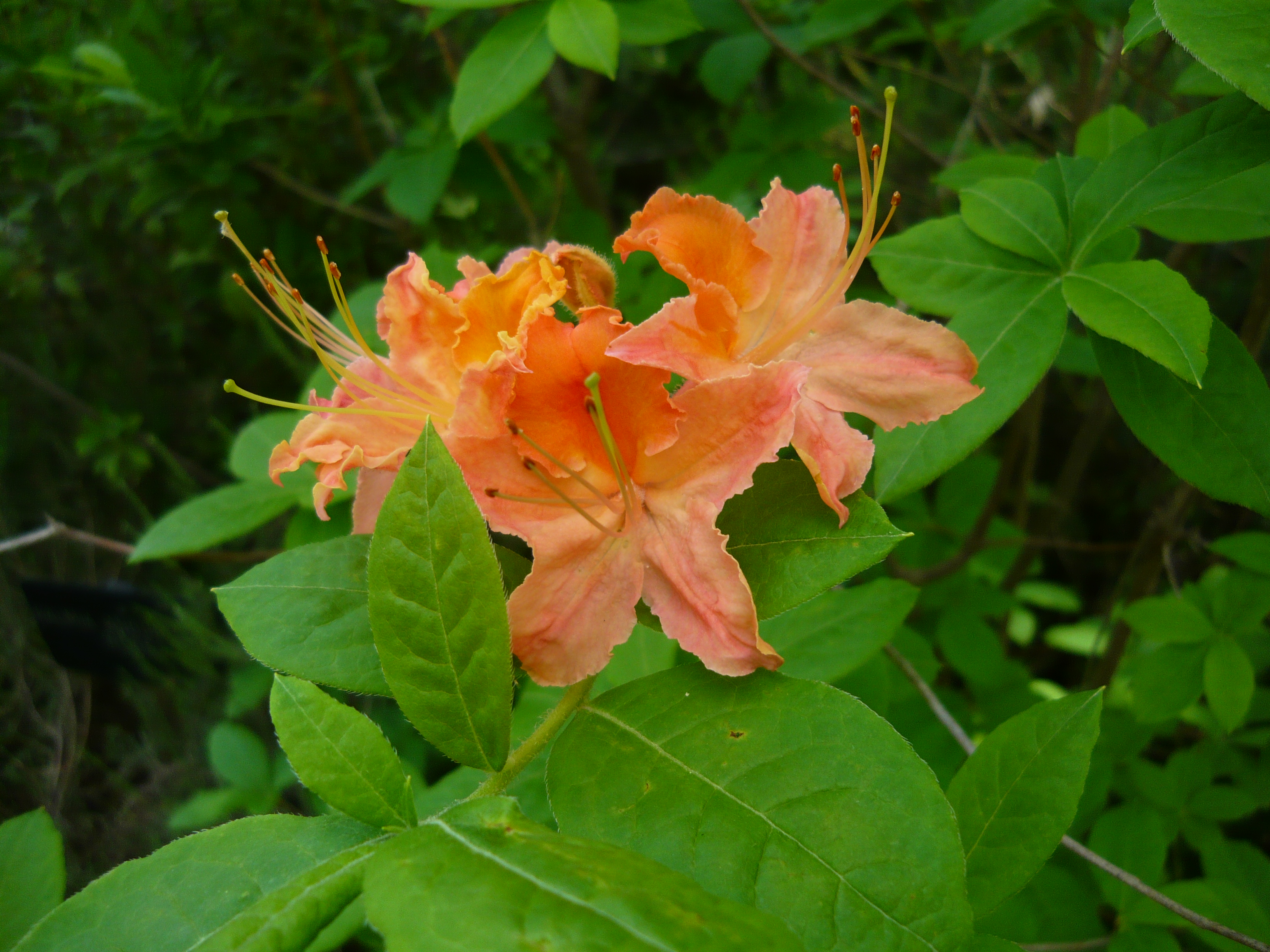
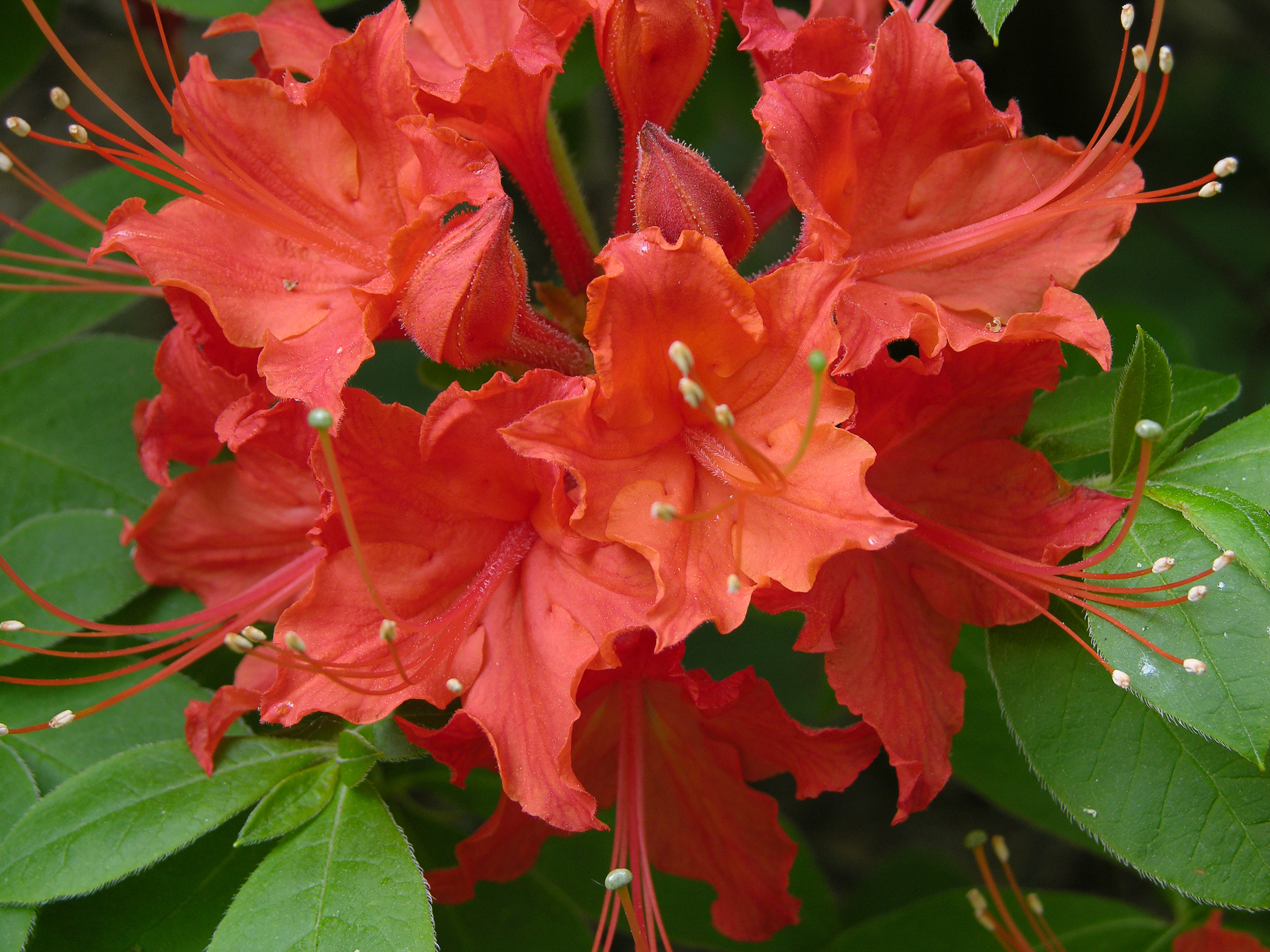
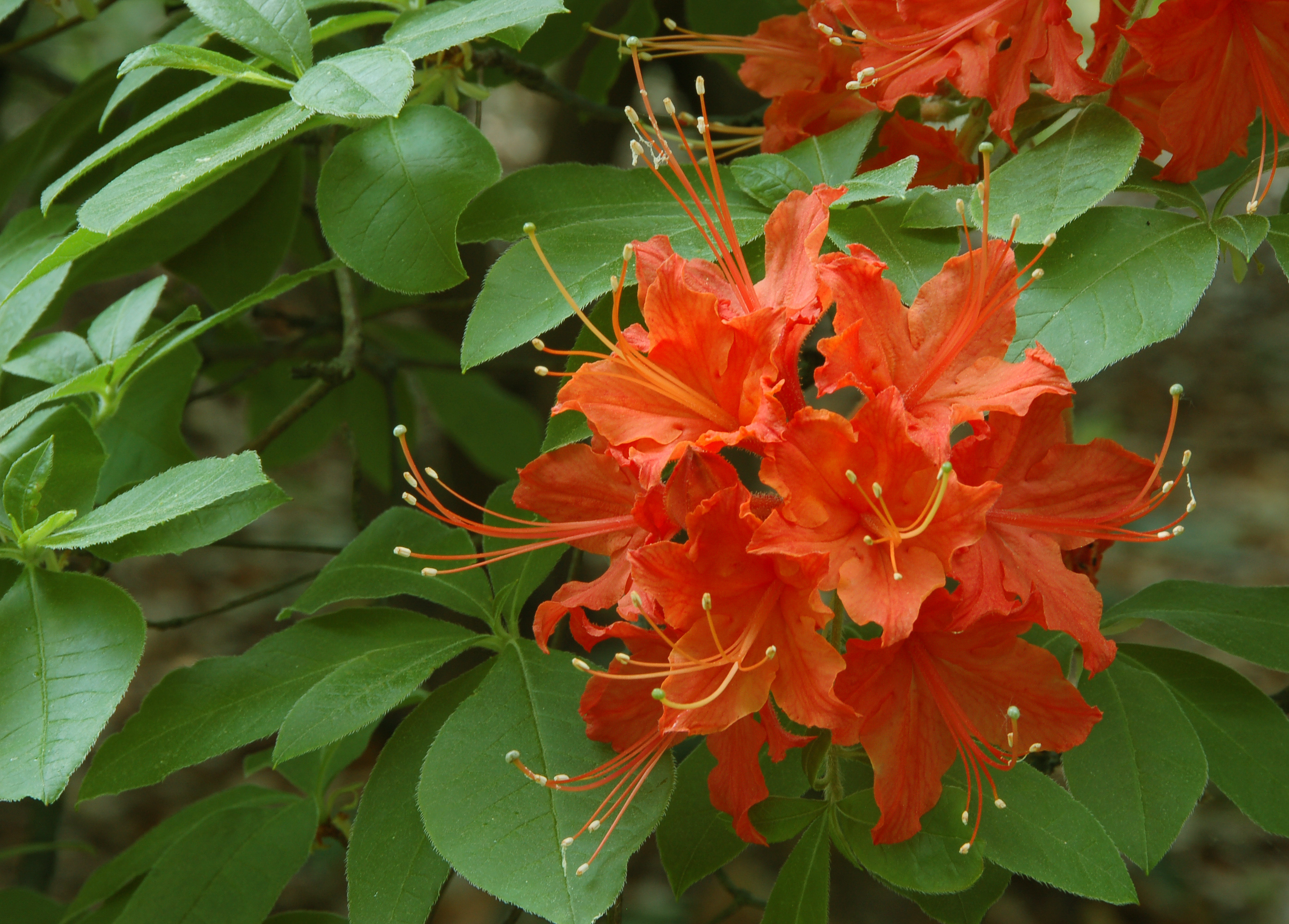